# Kemijski afinitet
Kemijski afinitet je sklonost uzajamnom kemijskom reagiranju i vezivanju različitih kemijskih tvari, odnosno njihovih atoma ili molekula.

## Objašnjenje
Misao da atome u molekulama drže električne sile izrekao je možda prvi J. J. Berzelius. Tu misao osobito podupire činjenica da se veliki broj molekula u otopini raspada na ione. Prema tome, možemo te molekule shvatiti kao električni spoj iona. Takve spojeve zovemo ionskim ili polarnim spojevima. Međutim, postoje i spojevi sasvim dugih osobina. Tako se već dva atoma vodika spajaju u molekulu H2, isto tako dva atoma dušika u N2, isto tako dva atoma klora u Cl2. Ponajveći broj kemijskih elemenata u plinskom stanju građen je od molekula, a ne od atoma. Golemo mnoštvo molekula ne cijepa se u otopinama na ione, i uopće vrlo teško može se rastaviti na električki pozitivne i negativne atomske skupine. Sile koje vežu atome u homeopolarne spojeve ne mogu se jednostavno shvatiti kao električne sile između alektično nabijenih dijelova. 
Problem kemijskog afiniteta ostao je u povijesti nerješiva zagonetka. Povijest klasične znanosti, puna dubokoumnih ideja i fantazija, nije dala nijedno tumačenje osnovne pojave kemije. Tu nemogućnost objašnjenja kemijskog afiniteta u prošlosti shvaćamo tek danas u pravom svjetlu. Kemijski afinitet ne da se rastumačiti u okviru klasične fizike, kemijska sila tipična je kvantna pojava.
Čisto iskustveni kemičari su opisali kemijski afinitet postojanjem posebne kemijske sile. Ta kemijska sila je uzrok, da atomi stupe u molekularni spoj. Veličina kemijske sile za pojedini atomski sklop može se mjeriti energijom molekule. Molekula vodika ima energiju jednaku 2,2∙10-19 džula. Da rastavimo molekulu H2 na dva atoma vodika, moramo dakle izvršiti tako veliki mehanički rad. Molekularne su energije točno određene za pojedini kemijski spoj. Postojanje takvih određenih energija dokazuje da se kod spajanja molekula susrećemo s istim kvantnim zakonima kao i kod atoma.
Pored veličine, koja je određena energijom spajanja molekule, za kemijsku silu je svojstven njezin kratki doseg. Atomi se udružuju u molekulu samo onda ako se vrlo približe. Na udaljenostima većim od promjera atoma ne opaža se nikakva kemijska sila. To je bitna razlika prema električnoj sili, koja djeluje na velikim udaljenostima. 
Treće temeljno svojstvo kemijske sile jest pojava zasićenja (valentnost). Uvijek stupaju samo dva vodika u molekulu, a ne tri ili više. Dva atoma vodika u molekuli ne privlače treći. Pojava zasićenja oštro razdvaja kemijsku silu od poznatih električnih i gravitacijskih sila. Ove sile djeluju uvijek između svih čestica; djelovanje jednog električnog naboja na drugi neovisno je o tome da li se oni nalaze u međusobnom djelovanju još s drugim česticama. Naprotiv, kemijska sila je tvorbom molekule uglavnom iscrpljena; ona djeluje samo između sastavnih čestica molekula, a na ostale atome nema više učinka. 
Problem kemijskog afiniteta privela je rješenju kvantna mehanika. Na osnovu korespodentne kvantne teorije N. Bohra nije se mogao dobiti uvid u tvorbu molekula, jer pojava kemijskog afiniteta nema svoje korespondentne slike u klasičnoj mehanici. Tek radovima poslije utemeljenja valne mehanike postignuto je razjašnjenje toga osnovnog svojstva prirode. Kemijska sila između atoma pojavljuje se kao posljedica valova materije. 
Već smo prije vidjeli da su za kemijski afinitet mjerodavni samo vanjski elektroni atoma. Djelovanje atomske jezgre i unutarnjih elektrona možemo skupno obuhvatiti jednim električnim potencijalom. U tom potencijalu kreću se vanjski elektroni. Te elektrone možemo opisati valovima koji se šire u atomskom potencijalu. Na udaljenostima većim od promjera atoma amplitude elektronskih valova brzo iščezavaju. Dok se dva atoma nalaze na većoj udaljenosti od promjera atoma, dotle valovi materije nemaju nikakvog utjecaja. Približe li se, međutim, atomi na udaljenosti približno jednake 10-10 metara, tada na njihovo ponašanje postaje odlučna valna priroda elektrona. Iz atoma proviruju valovi materije, koji i na većoj udaljenosti od jezgre imaju još neku, iako malu jakost (intenzitet). Međusobno pronicanje elektronskih valova jednoga i drugoga atoma izaziva po kvantnoj teoriji nove sile, koje pridolaze starim električnim silama između elektrona i atomskih jezgri. Te pridošle sile mogu biti privlačne i odbojne te vladaju zakonima kemijskog spajanja. Da bismo dobili privlačenje između atoma, ne treba dakle uvesti nikakve nove sile pored električnih. Kemijska sila pojavljuje se kao posljedica međusobnog djelovanja valova materije.
Najjednostavnija molekula je pozitivni ion vodikove molekule. On se sastoji od dva protona i jednog elektrona. Takav sistem od dvije pozitivno nabijene jezgre i jednog negativnog elektrona ima priličnu energiju spajanja. Između sve 3 čestice djeluju električne Coulombove sile; oba protona se odbijaju, svaki proton privlači elektron. Na osnovu klasične mehanike proračunato je da prosječno odbojna sila između protona prevladava privlačnu silu između elektrona i oba protona. U klasičnoj fizici prema tome ne može postojati pozitivni ion vodikove molekule. Tvorevina od dva protona i jednog elektrona uvijek bi se raspala. U prirodi, usprkos klasičnoj teoriji, postoje ipak takve tvorevine kao stabilni ion. Njihov opstanak objašnjuje kvantna teorija. 
Elektronski val neka se na početku nalazi u jednoj potencijalnoj jami. To odgovara jednom vodiku i jednom protonu na većoj udaljenosti. U blizini elektronskog vala nalazi se druga potencijalna jama, u kojoj se također može širiti val. Dok su oba protona na velikoj udaljenosti, dotle je potencijalni bedem između oba protona tako masivan da elektron ostaje stalno u jednoj potencijalnoj jami. Kad se protoni međusobno primiču, tada se smanjuje debljina potencijalnog bedema. Po zakonima valnog širenja, val prodire za svoju valnu duljinu u područje, gdje mu je valna duljina imaginarna. Ako se protoni dovoljno primaknu, elektron stalno prelazi od jednog protona k drugom. Čas je jedan proton ovijen elektronskim oblakom, čas drugi. To titranje elektrona svojstveno je samo za kvantnu teoriju i dovodi do novih sila. Potencijalna energija, koja pridolazi titranjem elektrona između dva protona, uzrokuje kemijski afinitet. 
Pozitivni ion vodikove molekule uzor je za sve homeopolarne spojeve. Kemijske sile zorno predočujemo fluktuacijom električnog naboja između atoma u molekuli. Električni oblak izmjenično se zgušćuje i razrjeđuje oko pojedinih atoma. Valovi negativnog naboja (elektroni) prodiru kroz potencijalne bedeme i skupljaju se čas oko jednog, čas oko drugog atoma. Ovim titranjem električnog naboja između atoma pridolazi atomskim sistemima nova potencijalna energija k staroj Coulombovoj i ta nova pridošla potencijalna energija određuje čvrstoću kemijskog spoja. Pridošla potencijalna energija ovisi o međusobnim razmacima atoma; tamo gdje ona ima minimum, izgrađuju se iskustvene dimenzije molekula. Za različite skupine ima ta potencijalna energija najrazličitije vrijednosti. Kod helijevih atoma je tako mala da praktički uopće ne nastaju molekule He2. Teorijski se unaprijed može reći koji atomi stupaju u molekule, a koji ne. Za točno određenje valentnosti atoma potreban je sav matematički formalizam kvantne mehanike. Kemijska valentnost u uskoj je vezi s Paulijevim načelom. Iz energetskih nivoa atoma zaključio je F. Hund za veliki broj atoma da li je kod njih spajanje u molekule energetski povoljan proces. Na osnovu energetskih nivoa atoma on je mogao približno procijeniti energije spajanja jednostavnih molekula. Točni se proračun molekularnih energija, naravno, sukobljuje s velikim matematičkim poteškoćama.